# NGC 3404
NGC 3404 is een balkspiraalstelsel in het sterrenbeeld Waterslang. Het hemelobject werd in 1880 ontdekt door de Britse astronoom Andrew Ainslie Common.

## Synoniemen
- IC 2609
- MCG -2-28-11
- IRAS 10477-1150
- PGC 32466